# Сенда
Сенда (мар. Сенде) — деревня в Мари-Турекском районе Республики Марий Эл. Входит в состав Мари-Биляморского сельского поселения.

## География
Находится в восточной части республики Марий Эл на расстоянии приблизительно 15 км по прямой на восток от районного центра посёлка Мари-Турек.

## История
Основана в XVIII веке. В 1723 году в ней насчитывался 31 ясачник, в 1795 году — 36 мужчин. В 1811 году было 28 дворов, в них проживало 169 человек, в 1859 году — 47 дворов, 330 человек. В 1905 году в деревне было 55 дворов, 304 человека. В 2000 году в деревне было 96 хозяйств, население деревни трудится в колхозе и лесничестве.

## Население
Население составляло 293 человека (мари 84 %) в 2002 году, 260 в 2010.

## Известные уроженцы
- Щеклеин Анатолий Фёдорович (1934—2010) — советский и российский деятель сельского хозяйства. Директор Государственного племенного завода «Алексеевский» Советского района Марийской АССР / Республики Марий Эл (1967—1996). Заслуженный работник сельского хозяйства РСФСР (1986). Кавалер ордена Ленина (1971). Делегат XXV съезда КПСС (1976).
- Щеклеин Степан Леонтьевич (1884—1975) — советский учёный-биолог, почвовед, доктор сельскохозяйственных наук, профессор. Создатель и заведующий кафедрой геологии и почвоведения (1930—1955), декан географического факультета (1939—1941), заведующий кафедрой физической географии Вятского педагогического института (1941—1955). Дважды кавалер ордена Ленина. Участник Первой мировой войны.